# Dactylopsila kambuayai
Dactylopsila kambuayai is een zoogdier uit de familie van de Buideleekhoorns (Petauridae). De wetenschappelijke naam van de soort werd gepubliceerd door Ken Aplin in 1999. De soort werd beschreven aan de hand van fossielen uit het Midden-Holoceen, waarna werd gedacht dat het waarschijnlijk uitgestorven was door menselijk handelen, maar later werd de soort toch levend aangetroffen rond het Arfakgebergte.

## Fossiele vondsten
Deze soort is bekend van een aantal botten uit sedimenten in de grot Kria op het Ayamaru-plateau op het schiereiland Vogelkop (provincie West-Papoea, Indonesië). De soort is uitsluitend bekend van vijf beschadigde onderkaken, waarvan vier met de eerste snijtand (i1), een ook met de tweede kies (m2) en een zonder tanden, een geïsoleerde i1, een fragmentarisch darmbeen en een fragmentarisch dijbeen. Deze zijn gedateerd op ongeveer 5500 tot 4000 jaar v.Chr. Er zijn slechts enkele levende exemplaren bekend uit afgelegen delen van Vogelkop.

## Verwantschap
Deze soort lijkt op de andere gestreepte buideleekhoorns, maar verschilt in details van de morfologie van de kaak en de tanden. De m2 is 2,3 bij 1,8 mm groot. De soort vertoont de grootste overeenkomst met de kleine buideleekhoorn (Dactylopsila palpator) en Dactylopsila tatei en is waarschijnlijk met die soorten nauwer verwant dan met de andere twee gestreepte buideleekhoorns. D. kambuayai was naar alle waarschijnlijkheid een laaglandsoort.